# Acreichthys radiatus
Acreichthys radiatus es una especie de peces de la familia Monacanthidae en el orden de los Tetraodontiformes.

## Morfología
Pueden llegar alcanzar los 7 cm de longitud total.

## Hábitat
Es un pez de mar de clima tropical y asociado a los  arrecifes de coral que vive entre 6-8 m de profundidad

## Distribución geográfica
Se encuentran en las Islas Ryukyu, las Filipinas, Indonesia ,  Australia, Nueva Caledonia y Papúa Nueva Guinea.

## Observaciones
Es inofensivo para los humanos.